# Scotopteryx pinnaria
Scotopteryx pinnaria là một loài bướm đêm trong họ Geometridae.